# میکائیل مالسا
میکائیل مالسا (انگلیسی: Mickaël Malsa؛ زادهٔ ۱۲ اکتبر ۱۹۹۵) بازیکن فوتبال اهل مارتینیک است که در پست هافبک برای باشگاه اسپانیایی لوانته بازی می‌کند.
وی همچنین در تیم ملی فوتبال مارتینیک بازی کرده‌است.